# Mattias Ritola
Mattias Ritola (* 14. März 1987 in Borlänge) ist ein schwedischer Eishockeystürmer, der seit Januar 2017 wieder bei Leksands IF in der Elitserien spielt.

## Karriere
Mattias Ritola begann seine Karriere 2002 in der dritten schwedischen Liga, wo er für die Seniorenmannschaft seines Heimatvereins Borlänge HF in 27 Spielen 20 Scorerpunkte sammelte. Nach einem Jahr wechselte er zu Västra Frölunda HC, für deren U18- und U20-Mannschaften er aufs Eis ging und überzeugende Leistungen zeigte, ehe er während der Saison 2004/05 zu Leksands IF wechselte. Im Frühjahr 2005 nahm mit der schwedischen Nationalmannschaft an der U18-Junioren-Weltmeisterschaft teil, wo sie die Bronzemedaille gewannen. Die Detroit Red Wings wählten ihn daraufhin im NHL Entry Draft 2005 in der vierten Runde an Position 103 aus.
Neben 14 Einsätzen für die Juniorenmannschaft von Leksands, spielte er in der Saison 2005/06 hauptsächlich für die Profis des Vereins in der Elitserien, wo er mit nur drei Assists in 30 Spielen jedoch nicht überzeugen konnte und die Mannschaft am Ende in die zweitklassige HockeyAllsvenskan abstieg. In der Saison 2006/07 spielte Ritola, dessen Stärken vor allem in der Offensive liegen, bei Leksands zum größten Teil in der defensiv ausgerichteten vierten Angriffsreihe, zeigte dort jedoch nicht gewünschten Leistungen und wurde noch während der Spielzeit in die dritte schwedische Liga transferiert, wo er wieder für seinen Heimatverein Borlänge HF spielte.
Nachdem die Saison in Schweden im Frühjahr 2007 zu Ende gegangen war, unterschrieb Ritola einen Probevertrag bei den Grand Rapids Griffins, dem Farmteam der Detroit Red Wings aus der AHL, mit denen er die nächsten Wochen trainierte, aber nicht zum Einsatz kam. Zur Saison 2007/08 gehörte er dann zum Stammkader der Rapids. Ritola stellte sein Spiel etwas um und konzentrierte sich mehr auf die Defensive, was bisher seine Schwachstelle war und führte die Mannschaft in der Plus/Minus-Wertung an. Als bei den Detroit Red Wings im März 2008 auf Grund von Verletzungen und Krankheiten insgesamt vier Stürmer ausfielen, wurde Ritola einen Tag nach seinem 21. Geburtstag in den NHL-Kader berufen und gab sein Debüt gegen die Nashville Predators. In der Saison 2008/09 zeigte Ritola sich vor allem in der Offensive deutlich verbessert. Noch in der ersten Saisonhälfte übertraf er seine Punkteausbeute der Debütsaison von 22 Scorerpunkten und bewies über die gesamte Spielzeit konstante Leistungen, wodurch er sich zu einer Stütze im Offensiv- und Defensivspiel der Griffins entwickelte. Im Oktober 2010 wurde er von den Detroit Red Wings aus dem Kader gestrichen und anschließend von den Tampa Bay Lightning verpflichtet.
Nachdem er die Saison 2011/12 bei den Tampa Bay Lightning begonnen und fünf NHL-Spiele absolviert hatte, wechselte er im November 2011 zurück in die schwedische Elitserien und unterschrieb ein Arbeitspapier bei MODO Hockey. Dort konnte Ritola überzeugen und erhielt im Januar 2013 eine dreijährige Vertragsverlängerung, wechselte jedoch im Oktober 2014 innerhalb der Liga zu Leksands IF. Im April 2015 schloss sich der Schwede dem Ligakonkurrenten Skellefteå AIK an.
Er wechselte zur Saison 2016/17 zu Fribourg-Gottéron in die National League A und verließ den Club im Januar 2017 aus persönlichen Gründen. Kurz nach seinem Abschied aus Fribourg wurde Ritola als Neuzugang bei Leksands IF vermeldet – für den Verein spielte er bereits als Jugendlicher.

## Erfolge und Auszeichnungen
- 2005 Bronzemedaille bei der U18-Junioren-Weltmeisterschaft

## Karrierestatistik

### International
Vertrat Schweden bei:
- U18-Junioren-Weltmeisterschaft 2005
- U20-Junioren-Weltmeisterschaft 2006

(Legende zur Spielerstatistik: Sp oder GP = absolvierte Spiele; T oder G = erzielte Tore; V oder A = erzielte Assists; Pkt oder Pts = erzielte Scorerpunkte; SM oder PIM = erhaltene Strafminuten; +/− = Plus/Minus-Bilanz; PP = erzielte Überzahltore; SH = erzielte Unterzahltore; GW = erzielte Siegtore; 1 Play-downs/Relegation; Kursiv: Statistik nicht vollständig)